# Tyge Hvass

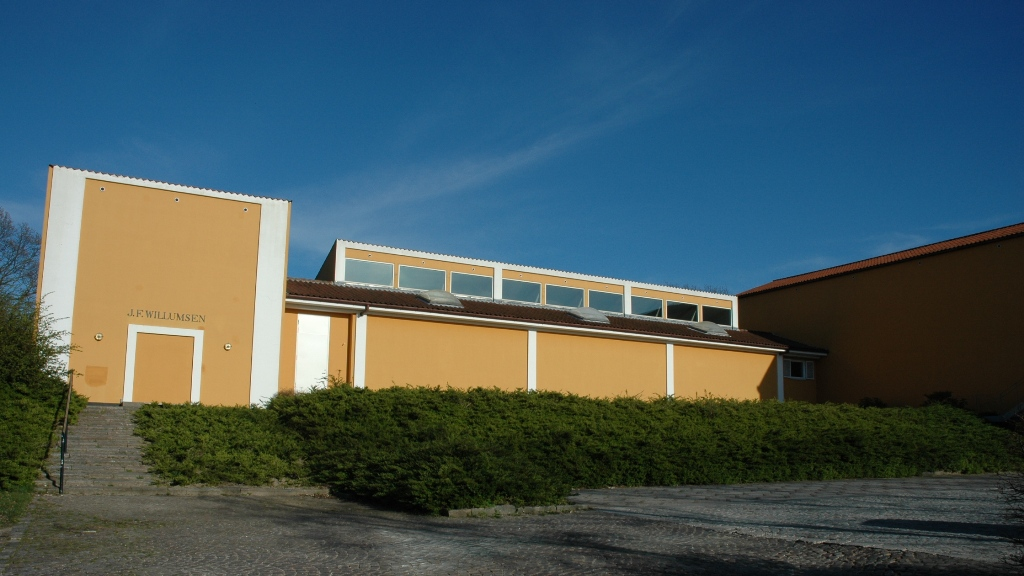
J.F. Willumsens Museum, Frederikssund.

Tyge Hvass (Randrup, 5 de juliol de 1885 - Copenhage, 4 de setembre de 1963), fou un arquitecte danès. Autor del Museu J.F. Willumsens a Frederikssund i del Pavelló de Dinamarca per a l'Exposició Internacional de Barcelona de 1929.